# Princess Clementina
«Princess Clementina» — британский короткометражный приключенческий фильм Уилла Баркера.

## Сюжет
Фильм рассказывает об агенте короля Джеймсе, который спасает голландскую принцессу и женится на ней.

## В ролях
| Актёр            | Роль                 |
| ---------------- | -------------------- |
| Х.Б. Ирвинг      | Чарльз Уоган         |
| Элис Янг         | принцесса Клементина |
| Дороти Бейрд     | Дженни               |
| Эйл Норвуд       | Джеймс Стьюарт       |
| Найджел Плэйфейр |                      |
| Артур Уайтби     | Гарри Уиттингтон     |
| Чарльз Аллан     | Ориго                |
| Фредерик Ллойд   |                      |